# Korrosionswirkung auf Kupfer
Bei der Überprüfung der Korrosionswirkung auf Kupfer nach ISO 2160 wird geprüft, wie stark Schmieröle und -fette Kupfer korrodieren. Die Säuren und der Schwefelgehalt im Schmierstoff sorgen für Korrosion, die durch Zusatz eines Metalldeaktivators verhindert wird.
In Deutschland ist die Norm als DIN-Norm DIN EN ISO 2160 veröffentlicht.
Zur Prüfung wird ein geschliffener, polierter und entfetteter Kupferblechstreifen mit dem Schmierstoff bestrichen und anschließend in einem Probengefäß für definierte Zeit bei definierter Temperatur von meist 100 °C eingetaucht. Anschließend wird aus der Anlauffarbe auf dem Teststreifen der Korrosionsgrad beurteilt.
In den Vereinigten Staaten wird nach dem Verfahren ASTM D 130 getestet.
| Korrosionsgrad (DIN) | Bedeutung            | Anlauffarben |
| -------------------- | -------------------- | --- |
| 1                    | leichte Anlauffarben | - hell orange, fast genauso wie ein frisch geschliffener Streifen - dunkel orange                                                    |
| 2                    | mäßige Anlauffarben  | - weinrot - lavendel - mehrfarbig mit lavendelblauem und/oder silbernem Belag auf weinrot - silbrig - messingfarben oder golden      |
| 3                    | starke Anlauffarben  | - magentafarbener Überzug auf messingfarbenem Streifen - mehrfarbig mit rot und grün (Pfauenmuster), aber nicht grau                 |
| 4                    | Korrosion            | - durchsichtig schwarz, dunkelgrau oder braun mit kaum sichtbarem pfauengrün - graphit- oder mattschwarz - glänzend oder pechschwarz |